# 血红色钉菇
血红色钉菇（學名：Chroogomphus rutilus），又稱血紅鉚釘菇，是鉚釘菇科色釘菇屬Chroogomphus亞屬的一種真菌，為色釘菇屬的模式種，蕈傘呈紅棕色，菌髓則為橘黃色，分布於歐洲與亞洲（中國大陸、日本、韓國與西伯利亞），常與松屬樹木共生，雖可食用但沒有明顯的味道。

## 形態
血红色钉菇的蕈傘為棕色、紅棕色或紅黑色，呈凸鏡形，直徑為3-12公分，菌髓為橘黃色至淺黃棕色，梅澤試劑檢驗結果為陽性（amyloid）；蕈褶中具有長圓柱狀的側囊狀體（pleurocystidia）；蕈柄為稍帶紅色的橘黃色，高4-16公分；擔孢子表面平滑，呈圓柱狀，長14-22微米，寬4.5-7微米，孢子印則為深灰色。
本種外形與北美洲的同屬物種褐黃鉚釘菇（C. ochraceus）與絨紅色釘菇（C. tomentosus）相似。

## 分類

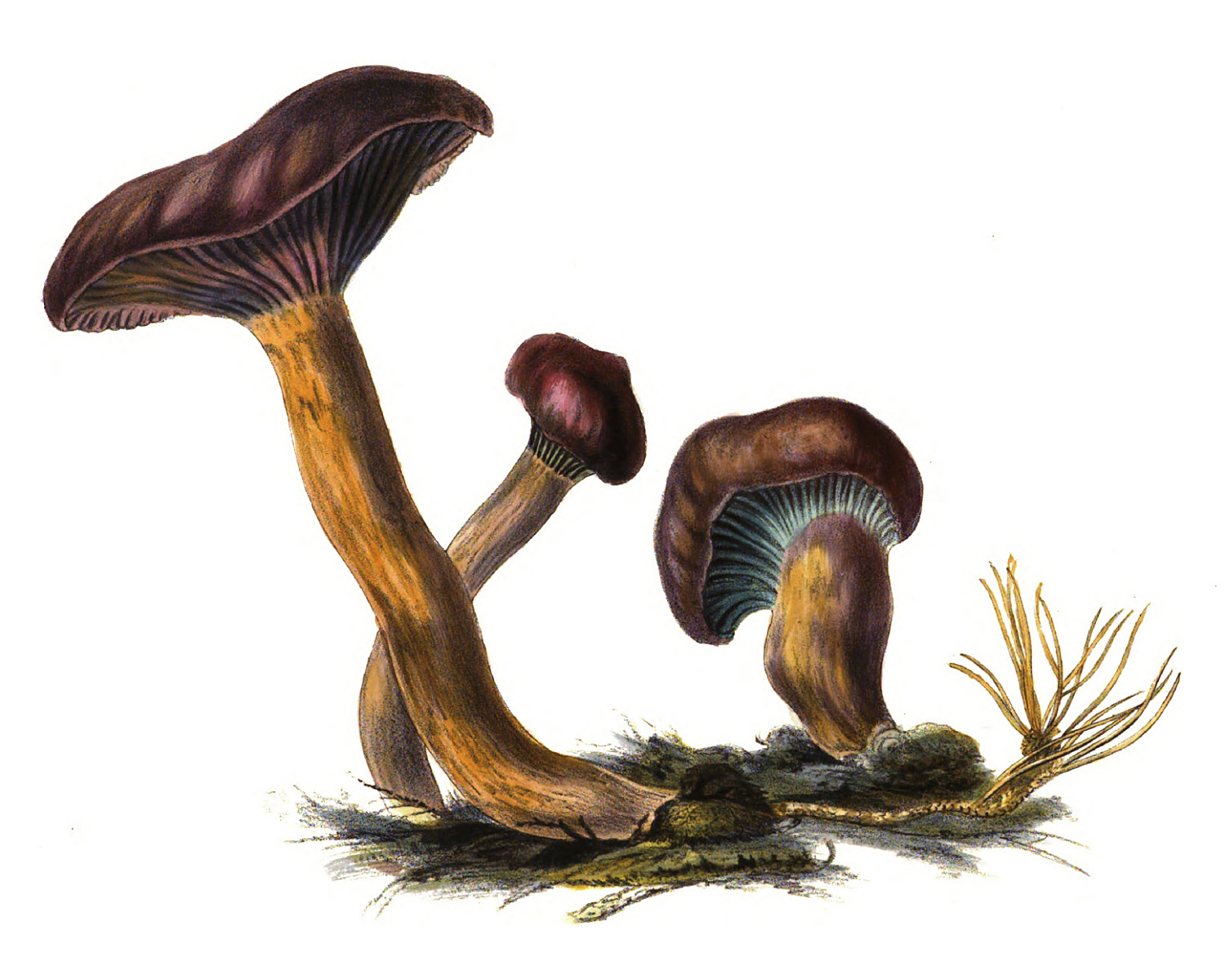
血红色钉菇的插圖

血红色钉菇最早於1774年由德國植物學家雅各布·克里斯琴·沙弗發表描述，樣本採集於德國巴伐利亞，當時被歸入傘菌屬，學名為Agaricus rutilus，後來有多位分類學家將其歸入鉚釘菇屬，曾用名稱包括Gomphidius viscidus、Gomphidius rutilus等。1964年，美國真菌學家小奧森·K·米勒將鉚釘菇屬下的亞屬Chroogomphus獨立為新屬，即色釘菇屬，本種亦被分入該屬中，並為該屬的模式種。
2009年，一些採集於中國雲南、過去被認為是本種的樣本經核糖體DNA轉錄間隔區（ITS）序列分析後，被獨立為一新種東方色釘菇（C. orientirutilus），其蕈傘顏色與本種稍有不同。東方色釘菇與本種親緣關係接近，互為姊妹群，兩者共組的演化支又與淡紫色釘菇（C. purpurascens）互為姊妹群。此外，分布於英國、北歐的同屬另一物種C. britannicus於2003年被Miller視為本種的同物異名，但2009年的研究結果顯示該種不與本種組成同一演化支；2018年的研究亦顯示血红色钉菇與東方色釘菇為姊妹群，且將C. britannicus從本種分出，視為獨立物種。

## 生態
血红色钉菇的子實體一般於八月至十一月間出現，一般與松屬樹木形成外菌根，但也有出現在雲杉屬與冷杉屬樹木上的紀錄。本種與松樹的外菌根過去被認為是互利共生，但有學者指出本種常與乳牛肝菌、褐乳牛肝菌與杂色乳牛肝菌等乳牛肝菌屬真菌共同生長於歐洲赤松的根部，且本種會在乳牛肝菌的菌根中形成吸器以獲取養分。
本種分布於歐洲、中國東北、日本、韓國、西伯利亞與小亞細亞等地，原本被認為也出現在北美洲西部，但學者多認為在北美洲鑑定本種的紀錄實應為褐黃鉚釘菇（C. ochraceus）。

## 應用

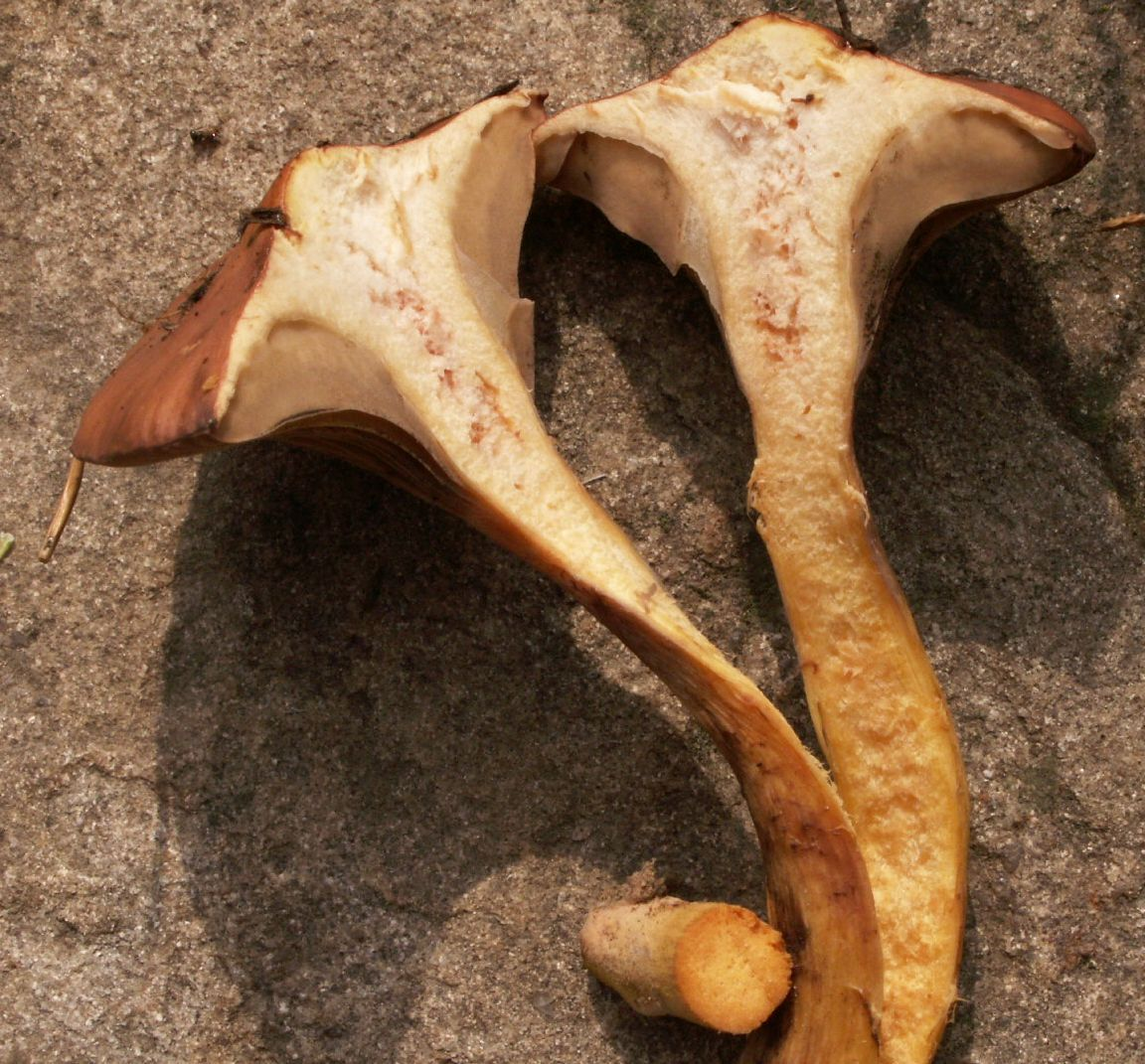
血红色钉菇的剖面

血红色钉菇是一種食用蕈，雖口感有嚼勁，但沒有明顯的味道。
除食用外，血红色钉菇亦為中藥的藥材，有許多研究分析血红色钉菇子實體中的次級代謝物，以尋找有藥用潛力的化合物，如抗生素、抗氧化劑或可抑制腫瘤生長的物質等。本種目前仍難以大規模人工栽種。